# JUST LIKE THIS 2018
『JUST LIKE THIS 2018』（ジャスト・ライク・ディス・ニセンジュウハチ）は、SPYAIRの12作目の映像作品。2019年3月27日にSony Music Associated Recordsからリリースされた。

## 概要
前作『SPYAIR TOUR 2018 -KINGDOM- Live at NIPPON BUDOKAN 2018.4.18』より約5ヶ月ぶりのリリース。2018年7月28日に、富士急ハイランド・コニファーフォレストで開催され1万5000人を動員したSPYAIR単独野外ライブ映像が収録されている。
豪雨によって、この日のためにするためにスタンバイされた収録機材の1/3が故障するというハプニングに見舞われながらも、残された素材のみで構成され映像化された。完全生産限定盤となる今作も三方背クリアケース仕様、カラー40Pフォトブック、ボーナス映像の特典付き。ライブの舞台裏に密着したドキュメンタリー、”Hold It Buster!! ～Battle of Rap～” Movie、さらにはオフィシャルバスツアー内で上映された「第1回 SPYAIR格付け大会!!」を収録。Blu-ray、DVDともに完全生産限定のみの販売となっている。

## 収録映像
1. We'll Never Die
  - 2nd会場限定シングル表題曲
2. サムライハート (Some Like It Hot!!)
  - 4thシングル表題曲
3. イマジネーション
  - 14thシングル表題曲
4. Goldship
  - 5thアルバム収録曲
5. Are You Champion? Yeah!! I'm Champion!!
  - 11thシングルc/w曲
6. Naked
  - 8thシングル表題曲
7. The Way of My Life
  - 21stシングルc/w曲
8. Rockin' the World
  - 1stアルバム収録曲
9. 雨上がりに咲く花
  - 3rdアルバム収録曲
10. 虹
  - 11thシングル表題曲
11. Stay together
  - 1stアルバム収録曲
12. Beautiful
  - 1stアルバム収録曲
13. Hold It, Buster!! ～Battle of Rap～
  - 22ndシングルc/w曲
14. ファイアスターター
  - 16thシングル表題曲
15. STRONG
  - 1stアルバム収録曲
16. 4 LIFE
  - 4thアルバム収録曲
17. OVERLOAD
  - 3rdアルバム収録曲
18. Crazy
  - 4thシングルc/w曲
19. 現状ディストラクション
  - 12thシングル表題曲
20. RAGE OF DUST
  - 19thシングル表題曲
21. I Wanna Be…
  - 22ndシングル表題曲
22. JUST LIKE THIS
  - 2ndシングルc/w曲
23. SINGING
  - 1stシングルc/w曲